# 冥神
冥神或冥王是掌管死後世界的最高權威，冥界亡靈的王者。可能是：
- 閻羅王，東亞民間傳說地府的最高主宰
- 十殿閻羅，東亞民間傳說地府的十位最高主宰
- 閻摩，印度教經典《吠陀》記載，第一個死亡並到達天界樂土的凡人，因此成為亡靈的統治者
- 夜摩天，婆羅門神話記載居住在六欲天的天神，統理地獄眾鬼
- 哈得斯，希臘神話中統治冥界的神
- 普路托，羅馬神話中統治冥界的神
- 俄西里斯，埃及神話的九柱神之一，是留在陰間審判死者靈魂的「世界邊緣之王」
- 伊奘冉尊，日本神話中黃泉之國的主宰神
- 赫尔 (北欧神话)：或译“海拉”，北欧神话中司管冥界的死亡女神
- 瓜约塔, 关车文化

## 另見
- 冥神、冥界神，冥界或地下的眾神
- 冥界，死後的世界

|  | 这是一个同类索引条目，列出擁有相同或近似名稱的同類型項目。 若您循內部連結來到此頁面，請考慮修正該，將其指向正確的條目。 |